# Thymebatis hichinsi
Thymebatis hichinsi är en stekelart som beskrevs av Porter 1980. Thymebatis hichinsi ingår i släktet Thymebatis och familjen brokparasitsteklar. Inga underarter finns listade i Catalogue of Life.